# Anommatus matzenaueri
Anommatus matzenaueri is een keversoort uit de familie knotshoutkevers (Bothrideridae). De wetenschappelijke naam van de soort werd in 1913 gepubliceerd door Philipp Ludwig Statius Muller.